# Symphonie no 3 de Hartmann
Pour les articles homonymes, voir Symphonie no 3.
La Symphonie no 3 est une symphonie du compositeur allemand Karl Amadeus Hartmann. Composée en 1948-49, elle fut créée à Munich le 10 février 1950 sous la direction d'Eric Schmid. Dans l'esprit de l'École de Vienne selon l'auteur, elle comporte deux mouvements.

## Analyse de l'œuvre
1. Largo ma non troppo - Allegro con fuoco
2. Adagio